# Procés telegràfic
En la teoria de la probabilitat, el procés telègraf és un procés estocàstic en temps continu sense memòria que mostra dos valors diferents. Modela el soroll d'explosió (també anomenat soroll de crispetes o senyal de telègraf aleatori). Si els dos valors possibles que pot prendre una variable aleatòria són {\displaystyle c_{1}} i {\displaystyle c_{2}}, aleshores el procés es pot descriure mitjançant les equacions mestres següents:
{\displaystyle \partial _{t}P(c_{1},t|x,t_{0})=-\lambda _{1}P(c_{1},t|x,t_{0})+\lambda _{2}P(c_{2},t|x,t_{0})}
i
{\displaystyle \partial _{t}P(c_{2},t|x,t_{0})=\lambda _{1}P(c_{1},t|x,t_{0})-\lambda _{2}P(c_{2},t|x,t_{0}).}
on {\displaystyle \lambda _{1}} és la taxa de transició per passar de l'estat {\displaystyle c_{1}} declarar {\displaystyle c_{2}} i {\displaystyle \lambda _{2}} és la taxa de transició per passar de l'estat {\displaystyle c_{2}} declarar {\displaystyle c_{1}}. El procés també es coneix sota els noms de procés Kac (després del matemàtic Mark Kac), i procés aleatori dicotòmic.

## Solució
L'equació mestra s'escriu de manera compacta en forma de matriu introduint un vector {\displaystyle \mathbf {P} =[P(c_{1},t|x,t_{0}),P(c_{2},t|x,t_{0})]} ,
{\displaystyle {\frac {d\mathbf {P} }{dt}}=W\mathbf {P} }
on
{\displaystyle W={\begin{pmatrix}-\lambda _{1}&\lambda _{2}\\\lambda _{1}&-\lambda _{2}\end{pmatrix}}}
és la matriu de velocitat de transició. La solució formal es construeix a partir de la condició inicial {\displaystyle \mathbf {P} (0)} (això ho defineix a {\displaystyle t=t_{0}}, l'estat és {\displaystyle x} ) per
{\displaystyle \mathbf {P} (t)=e^{Wt}\mathbf {P} (0)}
Es pot demostrar que
{\displaystyle e^{Wt}=I+W{\frac {(1-e^{-2\lambda t})}{2\lambda }}}
on {\displaystyle I} és la matriu identitària i {\displaystyle \lambda =(\lambda _{1}+\lambda _{2})/2} és la taxa de transició mitjana. Com {\displaystyle t\rightarrow \infty }, la solució s'aproxima a una distribució estacionària {\displaystyle \mathbf {P} (t\rightarrow \infty )=\mathbf {P} _{s}} donat per
{\displaystyle \mathbf {P} _{s}={\frac {1}{2\lambda }}{\begin{pmatrix}\lambda _{2}\\\lambda _{1}\end{pmatrix}}}

## Aplicació
Aquest procés aleatori troba una àmplia aplicació en la construcció de models:
- En física, els sistemes de spin i la intermitència de fluorescència mostren propietats dicotòmiques. Però especialment en experiments amb molècules individuals s'utilitzen distribucions de probabilitat amb cues algebraiques en lloc de la distribució exponencial implicada en totes les fórmules anteriors.
- En finances per descriure els preus de les accions[4]
- En biologia per descriure la unió i desenllaç del factor de transcripció.